# Ricardo García Ambroa
Ricardo García Ambroa (Vitòria, 26 de febrer de 1988) és un ciclista basc, professional des del 2010. Actualment corre a l'equip Kinan Cycling Team.

## Palmarès
- 2011
  - Vencedor d'una etapa al Cinturó de l'Empordà
- 2016
  - Vencedor d'una etapa a la Volta al Singkarak
- 2017
  - Vencedor d'una etapa al Tour de Moluques